# Список потерь Ми-8 и его модификаций (1985 год)
Список потерянных Ми-8 всех модификаций (включая Ми-9, -14, -17, -18, -19, -171 и -172) составлен по данным из открытых источников и учитывает только авиационные происшествия или воздействие внешних сил, приведшие к утрате вертолёта или его списанию вследствие полученных повреждений.
Список не полный и не окончательный.

## Список аварий и катастроф
Зелёным цветом выделены потери при применении в вооружённых конфликтах, в том числе в контртеррористических операциях.
| № п/п | Дата     | Модификация / Бортовой номер | Место                                  | Жертвы / На борту | Краткое описание |
| ----- | -------- | ---------------------------- | -------------------------------------- | ----------------- | --- |
| 1     | (?)      | Ми-8МТ н.д.                  | район хребта Сиахкох                   | 0/н.д.            | Вертолёт 280-го овп. В составе группы из 15 вертолётов полка, экипаж капитана С. Новикова возвращался после десантирования на базу. Неожиданно вертолёт был подбит, при аварийной посадке были повреждены несущий винт и хвостовая балка. На подбор экипажа пошел Ми-8МТ капитана О. Тараненко, который во время посадки попал под обстрел из ДШК в результате чего отказал один из двигателей, появилась утечка топлива. Забрав экипаж подбитого вертолёта Тараненко сумел выполнить взлёт на одном двигателе и вернуться на базу.                                                                                               |
| 2     | (?)      | Ми-8 н.д.                    | провинция Кундуз                       | 0/н.д.            | Вертолёт 181-го овп. Экипаж осуществлял подбор группы десанта. Во время захода на посадку вертолёт попал под обстрел из стрелкового оружия. В результате повреждений отказали один двигатель и гидросистема. Несмотря на это командиру удалось совершить посадку, экипаж покинул подбитую машину и был эвакуирован вертолётом ведомого. |
| 3     | 29 янв.  | Ми-8Т н.д.                   | 165 км северо-восточнее Кандагара      | 3/3               | Вертолёт 280-го овп. При выполнении боевой задачи по прикрытию пары Ми-6 по маршруту Кандагар → Кабул на высоте 1800 м был обстрелян земли, загорелся, потерял управление, столкнулся с землей и разрушился. Экипаж в составе командира капитана А. Ковыршина, лётчика-штурмана лейтенанта Н. Максимова и борттехника ст. лейтенанта В. Телескина погиб. |
| 4     | 2 марта  | Ми-8МТ н.д.                  | н.д.                                   | 1/3               | Вертолёт 50-го осап. Экипаж командира эскадрильи майора В. К. Савченко выполнял задание по фотографированию площадки, планируемой для высадки десанта. В горизонтальном полете на высоте около 2200 м вертолёт был поражён в хвостовую балку ракетой ПЗРК Ain Sakr. Балка разрушилась и машина перешла в неконтролируемое вращение, а затем в падение по спирали. Лётчик-штурман и командир сумели покинуть борт и воспользоваться парашютами, борттехник лейтенант А. Емельшин погиб в упавшем вертолёте. |
| 5     | 20 марта | Ми-8МТ н.д.                  | в районе Газни                         | 12/12             | Вертолёт 335-го обвп выполнял перевозку личного состава в Кабул. Был поражён зенитным снарядом на большой высоте, погибли все находившиеся на борту. |
| 6     | 29 марта | Ми-8 н.д.                    | н.д.                                   | 0/3               | Вертолёт погранвойск, операция «Джароб». При высадке десанта огнём из стрелкового оружия был повреждён и произвёл вынужденную посадку. Высадив десантников и внешне осмотрев машину, экипаж принял решение на взлёт. На взлёте после отрыва от земли, пытаясь развернуть пустой вертолёт на 180 градусов, была допущена большая угловая скорость вращения. Это привело к самопроизвольному вращению вертолёта, которое экипаж остановить уже не смог. Машина с опусканием носа задела передними колёсами и кабиной о землю, разрушилась и сгорела, экипаж успел покинуть борт. Точную причину происшедшего установить не удалось. |
| 7     | (?) апр. | Ми-8МТ н.д.                  | Панджшерское ущелье                    | 1/н.д.            | Вертолёт 50-го осап. Экипаж капитана Виктора Прокопова, выполнявший атаку целей в Панджшерском ущелье, на выходе из атаки попал под огонь ДШК. Возник пожар, экипажу удалось совершить аварийную посадку. Во время эвакуации вертолёт взорвался, при этом ранения получил пассажир-десантник, который скончался в госпитале от ожогов. |
| 8     | 27 апр.  | Ми-8МТ н.д.                  | 34 км восточнее Лашкаргаха             | 5/5               | Вертолёт 280-го овп. Экипаж выполнял задание по перевозке личного состава к месту вынужденной посадки другого вертолёта. На высоте около 300 м был сбит огнём с земли, погибли все находившиеся на борту. |
| 9     | 27 мая   | Ми-8 н.д.                    | н.д.                                   | 3/3               | Вертолёт авиационной группы СССР, выполнявший перевозку медикаментов и продовольствия в рамках гуманитарной операции ООН по оказанию помощи пострадавшему от засухи населению Эфиопии, столкнулся с деревьями, упал и сгорел. Экипаж погиб. |
| 10    | 19 июня  | Ми-8 СССР-22323              | Томская область, Александровский район | 4/4               | Потерпел катастрофу из-за нарушений при транспортировке груза на внешней подвеске. |
| 11    | 20 июня  | Ми-8МТ н.д.                  | 62 км северо-восточнее Баграма         | 0/н.д.            | Вертолёт 50-го осап. При высадке десанта опрокинулся на бок и загорелся, экипаж и пассажиры эвакуировались. |
| 12    | 21 июня  | Ми-8МТ н.д.                  | 125 км северо-восточнее Кандагара      | 1/3               | Вертолёт 280-го овп. Экипаж капитана Набошинского выполнял поиск катапультировавшегося лётчика МиГ-23МЛД. В районе поиска вертолёт снизился и был сбит огнём ДШК, командир вертолёта и лётчик-штурман успели покинуть падающую машину на парашютах, а борттехник ст. лейтенант И. Золотницкий погиб. |
| 13    | 22 июня  | Ми-8 н.д.                    | н.д.                                   | 0/н.д.            | Экипаж выполнял задание по эвакуации раненого. На высоте около 75 м вертолёт был подбит из ДШК. Очередью перебило вал трансмиссии рулевого винта, после чего машина перешла в неконтролируемое вращение и хвостовая балка отвалилась. После падения экипаж покинул борт получив серьёзные травмы. |
| 14    | 23 июня  | Ми-8Т н.д.                   | 34 км севернее Баграма                 | 0/3               | Подбит огнём с земли, после аварийной посадки экипаж эвакуировался, машина восстановлению не подлежит. |
| 15    | 26 июня  | Ми-8 н.д.                    | н.д.                                   | 0/3               | Вертолёт погранвойск, операция «Альбурс». В момент взлёта после высадки десантников был подбит из ДШК. Вертолёт потерял управление, упал и разрушился. Экипаж успел покинуть вертолёт и через 6 минут был эвакуирован. |
| 16    | 27 июня  | Ми-8Т 40                     | в горах Альбурс                        | 4/4               | Вертолёт 17-го оап погранвойск СССР. Сбит огнём противника во время десантной операции. Экипаж в составе командира капитана В. В. Рускевича, лётчика-штурмана К. К. Яценко, бортового техника ст. лейтенанта Я. А. Лащука и бортмеханика прапорщика С. А. Киселёва погиб. |
| 17    | 17 июля  | Ми-8МТ н.д.                  | 73 км северо-восточнее Баграма         | 0/н.д.            | Вертолёт 50-го осап. При выполнении захода на посадку, с попутным ветром, экипаж допустил ошибку в технике пилотирования. Вертолёт получил значительные повреждения и восстановлению не подлежал, экипаж эвакуировался. |
| 18    | 25 июля  | Ми-8МТ н.д.                  | 52 км северо-восточнее Баграма         | 3/н.д.            | Вертолёт 181-го овп. При высадке десанта на высокогорную площадку был подбит из ДШК и загорелся. Экипаж попытался совершить вынужденную посадку, но на высоте около 50 м произошёл полный отказ управления, после чего машина упала на склон горы и сгорела, при этом погибли лётчик-штурман ст. лейтенант В. Константинов, борттехник ст. лейтенант В. Мелентьев и один пассажир-афганец. |
| 19    | 6 авг.   | Ми-8 СССР-24650              | Якутская АССР                          | 0/4               | Ошибка экипажа во время посадки, вертолёт разрушился, экипаж и пассажир получили травмы. |
| 20    | 23 авг.  | Ми-8 СССР-25640              | Узбекская ССР                          | 7/7               | При проведении аэрофотосъёмки в горной местности в двигатели попали камни, падавшие со склона горы. Вертолёт упал и разрушился, все находящиеся на борту погибли. |
| 21    | 26 авг.  | Ми-8МТ н.д.                  | 31 км северо-восточнее Кандагара       | 0/3               | Вертолёт 280-го овп. При взлёте из-за поднявшейся пыли экипаж потерял пространственную ориентацию, вертолёт опрокинулся и сгорел. Экипаж эвакуировался. |
| 22    | 31 авг.  | Ми-8 н.д.                    | провинции Нангархар                    | 1/н.д.            | Экипаж совершал посадку с десантом в районе боевых действий и был обстрелян. Уклоняясь от огня противника, машина зацепила лопастями несущего винта за дерево и, сорвавшись с обрыва, загорелась. От ожогов погиб один из десантников. |
| 23    | 1 окт.   | Ми-8Т СССР-24522             | Якутская АССР, Кысыл-Сыр               | 0/16              | Ночью, в сложных метеоусловиях, при заходе на посадку столкнулся с находящимся на стоянке Ми-6. Оба вертолёта сгорели, экипаж и пассажиры эвакуировались. |
| 24    | 10 окт.  | Ми-8МТ н.д.                  | 5 км северо-западнее Баграма           | 1/3               | Вертолёт 280-го овп. При возвращении на базу на высоте 3900 м был сбит ракетой ПЗРК. Два члена экипажа покинули вертолёт на парашютах, борттехник лейтенант Ю. В. Денисов погиб. |
| 25    | 13 окт.  | Ми-8МТ н.д.                  | провинция Парван                       | 1/н.д.            | Вертолёт 262-й овэ. При доставке груза на высокогорный пост во время посадки вертолёт был сбит. При падении борттехник выпал и оказался под рухнувшей машиной. Вертолёт загорелся, остальные члены экипажа и сопровождающие груз эвакуировались. |
| 26    | 25 окт.  | Ми-8МТ н.д.                  | 25 км северо-западнее Кундуза          | 14/14             | Вертолёт 181-го овп. Экипаж выполнял задачу по перевозке пассажиров на площадку Хайратон. При выполнении полёта был сбит, погибли все находящиеся на борту. |
| 27    | 1 нояб.  | Ми-8МТ 80                    | близ Асадабада                         | 4/6               | Вертолёт 335-го обвп. При выполнении посадки в сложных метеоусловиях рулевым винтом задел деревья, упал на левый борт и загорелся. Погиб командир капитан С. Штинников и сопровождавшие груз пассажиры, лЁтчик-штурман и борттехник успели покинуть борт. |
| 28    | 12 нояб. | Ми-8Т н.д.                   | 135 км северо-западнее Кандагара       | 0/3               | Вертолёт 280-го овп. Вертолёт капитана Горчакова ведущим в паре был направлен для поиска сбитого самолёта, высадил на месте поисковую группу и после взлёта был повреждён огнём ДШК, начался пожар. Борттехник, по команде, покинул вертолёт с парашютом. Командиру и лётчику-штурману удалось произвести вынужденную посадку и на земле были подобраны ведомым. Прыгнувший на парашюте борттехник вынужден был всю ночь скрываться в горах от душманов периодически вступая в перестрелку и был эвакуирован только утром. |
| 29    | 13 нояб. | Ми-8Т н.д.                   | к западу от Кандагара                  | 3/3               | Вертолёт ВВС ДРА под командованием советского военного советника подполковника В. А. Тегая выполнял задание по доставке груза подразделению афганской армии, ведущему бой с противником. В момент снижения перед посадкой машина попала под сосредоточенный огонь стрелкового оружия, загорелась и, потеряв управление, упала на землю, экипаж погиб. |
| 30    | 15 нояб. | Ми-8МТ 82                    | район хребта Сиахкох                   | 0/3               | Вертолёт 335-го обвп. Экипаж участвовал в операции по высадке десанта солдат афганской армии, был сбит, и, завалившись на правый борт, загорелся. Экипаж эвакуировался. |
| 31    | 23 нояб. | Ми-8МТ н.д.                  | 67 км от Кандагара                     | 0/3               | Вертолёты 280-го овп, ведущий и ведомый, были подбиты огнём с земли. После аварийной посадки экипажи эвакуировались, машины сгорели. |
| 32    | 23 нояб. | Ми-8МТ н.д.                  | 67 км от Кандагара                     | 0/3               | Вертолёты 280-го овп, ведущий и ведомый, были подбиты огнём с земли. После аварийной посадки экипажи эвакуировались, машины сгорели. |
| 33    | 24 нояб. | Ми-8МТ н.д.                  | 67 км северо-западнее Кандагара        | 3/3               | Вертолёт 280-го овп. Экипаж в составе группы высаживал десант. После, на взлёте, машина была подбита в хвостовую балку огнём с земли. Вертолёт загорелся и, потеряв управление, рухнул в пропасть и взорвался. Погибли командира полка полковник Ю. Филюшин, лётчик-штурман лейтенант А. Яковлев и борттехник ст. прапорщик П. Коновалов. |
| 34    | 2 дек.   | Ми-8Т н.д.                   | департамент Селая, близ Мулукуку       | 14/14             | Вертолёт ВВС Никарагуа. Сбит контрас ракетой ПЗРК «Стрела-2» китайского производства. |
| 35    | 6 дек.   | Ми-8Т н.д.                   | 124 км северо-западнее Лашкаргаха      | 16/16             | Вертолёт 280-го овп. Экипаж выполнял задание по эвакуации группы спецназа, попавшей в окружение. Под огнём противника экипаж сумел взять группу на борт, однако при взлёте вертолёт получил повреждения от огня ДШК и начал падать. При столкновении с землей произошёл взрыв, в результате которого экипаж и 13 десантников погибли. |
| 36    | 8 дек.   | Ми-8Т СССР-22894             | Камчатская область, близ Мильково      | 3/3               | Ошибка экипажа при перевозке груза на внешней подвеске. При взлёте трос намотался на левую основную опору шасси, вследствие чего вертолёт потерял управляемость и столкнулся с землей с большими вертикальной скоростью и углом тангажа. |
| 37    | 19 дек.  | Ми-8МТ н.д.                  | 45 км юго-восточнее Шахджоя            | 0/н.д.            | Вертолёт 181-го овп. При посадке на высоте 100-150 м обстрелян из стрелкового оружия. Возник пожар, вертолёт опрокинулся и сгорел. Экипаж и десант эвакуировались. |
| 38    | 26 дек.  | Ми-8Т н.д.                   | н.д.                                   | 0/н.д.            | Вертолёт 280-го овп из-за отказа маслосистемы выполнил посадку в районе занятом противником, экипаж был эвакуирован. На следующий день была предпринята попытка эвакуировать вертолёт на внешней подвеске транспортного Ми-6, но после подъёма фюзеляжа с отстыковаными хвостовой балкой и лопастями, его уронили. Пришлось уничтожить корпус на месте. |
| 39    | 26 дек.  | Ми-8МТ н.д.                  | 87 км северо-западнее Кандагара        | 0/н.д.            | Вертолёт 280-го овп. При полёте на высоте 150-200 м сбит огнём с земли. После аварийной посадки, на земле, машина получила дополнительные боевые повреждения от огня противника. Вертолёт уничтожен на месте, экипаж эвакуирован. |